# Вдовство

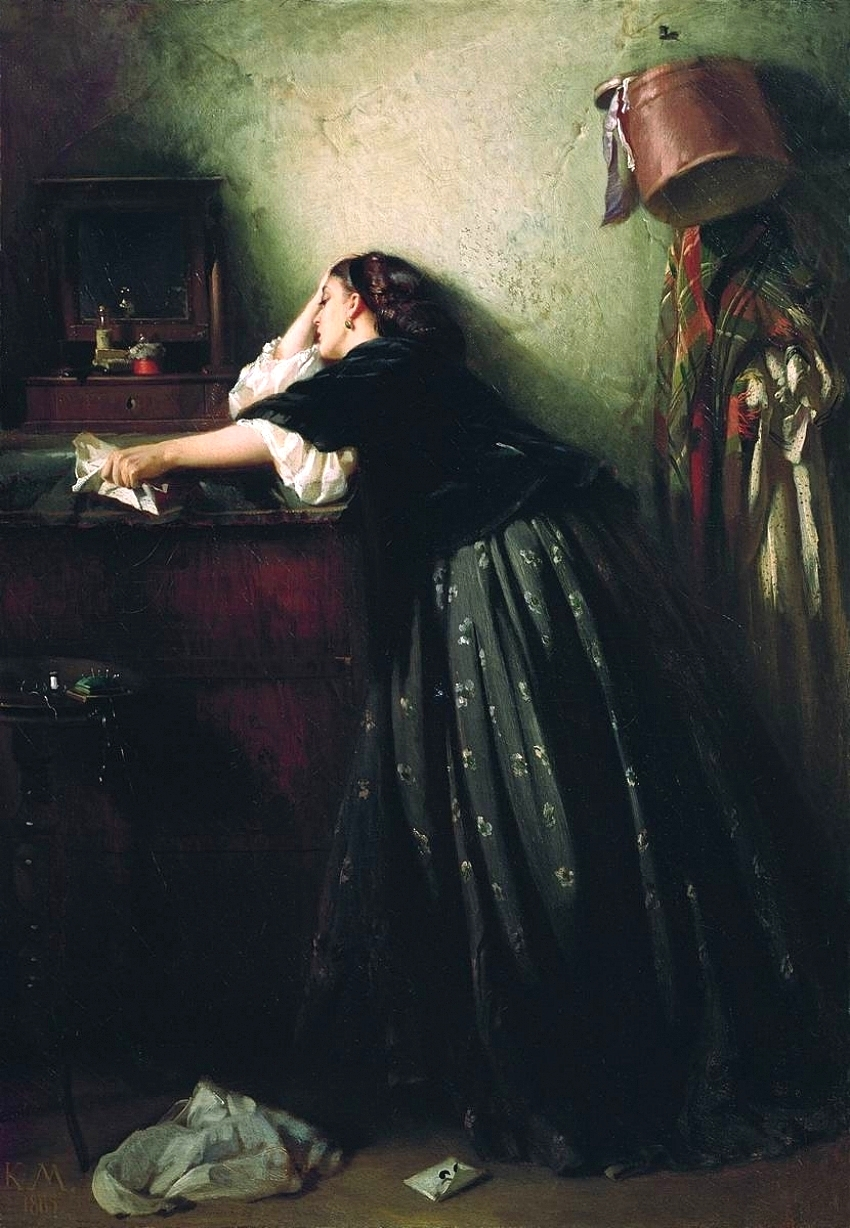
Маковский К. Е. «Вдовушка». 1865. Государственный Русский музей,
Санкт-Петербург

Вдовство́ — состояние человека после смерти супруга/супруги. Мужчина в этом состоянии называется вдовцом, а женщина вдовой.

## История
Вдовство, несомненно, появилось вскоре после установления института брака. Одновременная смерть встречается редко, как правило, один из супругов переживает другого. Традиционно у славян вдовцы оценивались как ущербные.

### Вдовы
По обычаям ряда народов, после смерти мужа вдова кончала жизнь самоубийством. В Индии этот ритуал назывался «Сати» и производился до XIX века. В Китае самоубийство вдов практиковалось с V по XX век. Эта традиция имела своей целью защиту вдов от посягательств посторонних и символизировала верность почившему супругу. У кочевых народов самоубийство заменялось членовредительством.
В других странах вдова не только не кончала с собой при смерти мужа, но и могла вторично выходить замуж. В древнегреческих мифах так впервые поступила Горгофона (дочь Персея). Ветхий Завет прямо предписывал вдовам вступать в брак с родственниками умерших мужей (смотри левират).
Патриархальное общество законодательно охраняло права вдов. Об этом идёт речь в Первом послании Тимофею, в котором обязанность поддерживать вдов возлагалась на их родственников и церковную общину. В азиатских странах общине и родственникам полагалось содержать вдов (казахские «Семь установлений» хана Тауке).
Повивальными бабками чаще всего были именно вдовы.
В случае мора русские мужики впрягали в плуг четырёх вдов и ночью пропахивали борозду вокруг деревни.

### Вдовцы
Поведение вдовцов, как правило, не регламентировалось, за исключением сроков траура в позднейший период, которые, однако, были в два раза меньше, чем у вдов.

## Современность
В настоящее время законы регламентируют в основном права вдов и вдовцов на получение наследства, пенсий и компенсаций, оставляя их личную жизнь без внимания. Традиции, связанные с ограничением второбрачия, также уходят в прошлое.